# 5213-as mellékút (Magyarország)
Az 5213-as mellékút egy bő 21 kilométeres hosszúságú, négy számjegyű mellékút Bács-Kiskun vármegye északi részén; Szabadszállást köti össze Szalkszentmártonnal.

## Nyomvonala
Az 5203-as útból ágazik ki, annak a 42+200-as kilométerszelvénye közelében, Szabadszállás központjában. Nyugat felé indul, Kossuth Lajos utca néven, majd mintegy negyed kilométer után északnyugatnak fordul, a korábbi irányát és települési nevét az 52 317-es számú mellékút viszi tovább, amely a Budapest–Kelebia-vasútvonal Szabadszállás vasútállomásáig vezet. Az 5213-as innentől a Bajcsy-Zsilinszky utca nevet viseli, és bár még többször is változtatja irányát, az elnevezést megtartja egészen a belterület széléig, amit nagyjából 1,2 kilométer után ér el. Bő 2,5 kilométer megtételét követően keresztezi a vasút vágányait, majd a folytatásban hosszú szakaszon külterületek közt húzódik, legfeljebb néhány majorságot, tanyát érintve.
A 7+650-eskilométerszelvénye táján átlépi Kunszentmiklós határát, majd 8,6 kilométer után, egy vízfolyást áthidalva Dunavecse területére érkezik meg, de lakott helyeket sem egyik, sem másik településen nemigen érint. Még a tizedik kilométerének elérése előtt Szalkszentmárton területére ér, ahol jó darabig egy laza beépítettségű, üdülőövezeti jellegű településrész főutcájaként szolgál, majd áthalad Homokpuszta – jobbára mezőgazdasági célokat szolgáló – épületei között.
18,7 kilométer után éri el a lakott terület délkeleti szélét, a Fő út nevet felvéve; a 19. kilométere előtt keresztezi a Kunszentmiklós-Tass–Dunapataj-vasútvonal vágányait, majd kiágazik belőle északkelet felé az 52 312-es számú mellékút, amely Szalkszentmárton megállóhelyet volt hivatott kiszolgálni, annak bezárásáig. A település központjáig megtartja a Fő utca nevet, az utolsó bő egy kilométernyi szakaszán pedig a Vecsei út nevet veszi fel. 20,6 kilométer után beletorkollik az 52 122-es számú mellékút, mely az 51-es főúttól húzódik idáig, a belterület északi részén keresztül; nem sokkal ezután pedig véget is ér, beletorkollva az 51-es főútba, annak a 64+750-es kilométerszelvénye közelében.
Teljes hossza, az országos közutak térképes nyilvántartását szolgáló kira.gov.hu adatbázisa szerint 21,450 kilométer.

## Települések az út mentén
- Szabadszállás
- (Kunszentmiklós)
- (Dunavecse)
- Szalkszentmárton